# Consistórios de Celestino III
Esta entrada reúne a lista completa dos consistórios para a criação de novos cardeais presididos pelo Papa Celestino III, com a indicação de todos os cardeais criados sobre os quais há informação documental (11 novos cardeais em 4 consistórios). Os nomes são colocados em ordem de criação.

## 1191
1. Niccolò Bobone, cardeal-sobrinho; criado cardeal-diácono de Santa Maria em Cosmedin (falecido em 1200-01)
2. Roffredo dell'Isola, O.S.B., abade do Abadia de Monte Cassino; criado cardeal-presbítero dos Santos Marcelino e Pedro (falecido em 1212)
3. Guido, criado cardeal-presbítero de São Marcos (falecido antes de 1198)
4. Giacomo Cesarini, criado cardeal-presbítero de Santa Praxedes (falecido antes de 1198)

## Maio de 1192
1. Albert de Louvain, bispo de Liège; criado cardeal-diácono (diaconia desconhecida) (falecido em novembro de 1192); Santo, sua festa é celebrada em 21 de novembro

## 20 de fevereiro de 1193
1. Giovanni di San Paolo, O.S.B., abade da Basílica de São Paulo Extramuros; criado cardeal-diácono (diaconia não designada) (falecido antes de novembro de 1215-16)
2. Fidanzio, criado cardeal-presbítero de São Marcelo (falecido em fevereiro de 1197)
3. Pietro Capuano, maior, do Principado de Cápua; criado cardeal-diácono de Santa Maria em Via Lata (falecido em agosto de 1214)
4. Bobon, cônego da Basílica de São Pedro; criado cardeal-diácono de São Teodoro (falecido em outubro de 1199)
5. Cencio Savelli, cônego da Basílica de Santa Maria Maior, camerlengo da Santa Igreja Romana; cardeal-diácono de Santa Lucia em Silice; posteriormente eleito Papa Honório III em 18 de julho de 1216 (falecido em março de 1227)

## 1195
1. Simon de Limbourg, dos duques de Lorena; criado cardeal-diácono (diaconia desconhecida) (falecido em agosto de 1196)